# شيخلر (أختاتشي)
شیخلر (بالفارسية: شیخلر) هي قرية تقع في إيران في قسم أختاتشي الريفي (مقاطعة بوكان). يقدر عدد سكانها بـ 367 نسمة .